# Wspólnota administracyjna Pirna
Wspólnota administracyjna Pirna (niem. Verwaltungsgemeinschaft Pirna) – wspólnota administracyjna w Niemczech, w kraju związkowym Saksonia, w okręgu administracyjnym Drezno, w powiecie Sächsische Schweiz-Osterzgebirge. Siedziba wspólnoty znajduje się w mieście Pirna.
Wspólnota administracyjna zrzesza jedną gminę miejską oraz jedną gminę wiejską: 
- Dohma
- Pirna